# Revelation Nausea
Revelation Nausea è il terzo album della band death metal svedese Vomitory, pubblicato nel 2001 dalla Metal Blade Records.

## Tracce
1. Revelation Nausea – 3:16
2. The Corpsegrinder Experience – 4:20
3. Beneath the Soil – 4:56
4. Under Clouds of Blood – 2:42
5. The Art of War – 4:01
6. When Silence Conquers – 6:22
7. Chapter of Pain – 3:34
8. The Holocaust – 4:05
9. Exhaling Life – 3:37
10. 9mm Salvation – 2:38

## Formazione
- Erik Rundqvist - basso, voce
- Tobias Gustafsson - batteria
- Ulf Dalegren - chitarra
- Urban Gustafsson - chitarra